# Tarjeta Cívica
La Tarjeta Cívica es un título de transporte electrónico recargable utilizado como medio de pago y acceso en el Sistema Integrado de Transporte del Valle de Aburrá —SITVA—, que opera en el Área Metropolitana del Valle de Aburrá, en el departamento de Antioquia, Colombia. Corresponde a una tarjeta inteligente sin contacto (contactless smart card), basada en tecnología de identificación por radiofrecuencia (RFID por sus siglas en inglés) de proximidad, que permite la validación rápida del pasaje mediante lectores instalados en estaciones y vehículos. La implementación de la Tarjeta Cívica comenzó en 2006 como parte del proceso de modernización del sistema de recaudo del Metro de Medellín.
Además de servir como medio de acceso al sistema de transporte, la Tarjeta Cívica permite acceder a beneficios tarifarios para estudiantes, personas mayores, personas con capacidad reducida (PMR) y usuarios frecuentes. También puede integrarse con la aplicación móvil App Cívica —inicialmente conocida como Cívica Pay—, mediante la cual se pueden consultar saldos, registrar la tarjeta y realizar recargas en línea mediante código QR.
Desde su implementación, la Tarjeta Cívica ha contribuido significativamente a la gestión de la demanda y la eficiencia operativa del sistema de transporte público del Valle de Aburrá. En 2024, la empresa Metro de Medellín Ltda. reportó más de tres millones de usuarios activos que utilizaban diariamente el sistema mediante la Cívica, y para marzo de 2025 se habían expedido más de quince millones de tarjetas desde su lanzamiento en 2007. Su adopción ha sido destacada como parte del proceso de transformación digital en el ámbito del transporte público urbano en Colombia.
El desarrollo y expansión de la Cívica ha sido impulsado como parte de las políticas de movilidad sostenible, equidad en el transporte y digitalización de servicios ciudadanos promovidas por el área metropolitana del Valle de Aburrá y la Alcaldía de Medellín, en el marco del Plan Maestro de Movilidad para el Valle de Aburrá.
La Cívica representa hoy un instrumento clave en la digitalización del transporte público metropolitano y en la construcción de una movilidad urbana más eficiente, intermodal e inclusiva.

## Funcionamiento
La Tarjeta Cívica funciona como un título de transporte electrónico recargable, que permite el acceso y pago en los diferentes modos del Sistema Integrado de Transporte del Valle de Aburrá —SITVA—, incluyendo metro, metrocable de Medellín, tranvía de Ayacucho, Metroplús y rutas integradas. La validación de la tarjeta o del código QR, es instantánea y se realiza mediante lectores ubicados en las estaciones y vehículos, aunque su funcionamiento técnico depende de múltiples factores tratados en detalle en la sección «Tecnología y características técnicas». El sistema permite la integración tarifaria, es decir, la posibilidad de hacer transbordos entre distintos medios de transporte con una única tarjeta, aplicando descuentos o tarifas integradas.
Desde su implementación, la Tarjeta Cívica ha diversificado sus modalidades para responder a las necesidades de distintos perfiles de usuarios, como parte de una estrategia de movilidad incluyente con tarifas diferenciales, facilidades de acceso y personalización tecnológica.
Las tarjetas Cívica se clasifican en tres grupos principales:

### Tarjetas personalizadas
Requieren registro del usuario ante el SITVA en las estaciones con puntos de atención al cliente del metro de Medellín y permiten acceder a beneficios específicos como recuperación de saldo, seguimiento de movimientos, descuentos por perfil tarifario y vinculación con la App Cívica.
Tipos de tarjetas personalizadas: 
- General personalizada: sin beneficios diferenciales.
- Frecuente: descuentos por acumulación de viajes.[14]
- Estudiantil: para estudiantes activos, con tarifa preferencial.
- Adulto mayor: beneficios para mayores de 60 años.
- Persona con movilidad reducida: descuentos o gratuidades según nivel de certificación.
- SISBEN: para usuarios focalizados en el SISBEN IV.

### Tarjetas no personalizadas
Disponibles sin registro previo, operan de forma anónima y no ofrecen acceso a beneficios tarifarios ni recuperación de saldo. Están orientadas a turistas o usuarios ocasionales.

### Tarjetas institucionales
Emitidas mediante convenios con empresas, universidades y entidades públicas. Permiten recargas grupales y asignación de beneficios tarifarios masivos. Ejemplo: la tarjeta Cívica Sinergia, utilizada por estudiantes del instituto tecnológico metropolitano de Medellín —ITM—,  instituto técnico industrial Pascual Bravo y el Colegio Mayor de Antioquia.
Comparativa general
| Tipo                         | Beneficios principales                                                      | Requisitos                                                         | Vigencia                                                   | Observaciones                                                                  |
| ---------------------------- | --------------------------------------------------------------------------- | ------------------------------------------------------------------ | ---------------------------------------------------------- | ------------------------------------------------------------------------------ |
| Personalizada general        | Acceso a funcionalidades avanzadas; recuperación de saldo; historial de uso | Cédula de ciudadanía o extranjería; registro presencial o en línea | 5 años                                                     | Puede actualizarse el perfil a otras categorías                                |
| Frecuente                    | Acumulación de viajes mensuales para acceder a descuentos progresivos       | Igual que la general personalizada                                 | Variable según condiciones del plan                        | Activación automática según frecuencia de viajes                               |
| Estudiantil                  | Tarifa preferencial                                                         | Registro académico activo y certificado estudiantil                | Sujeta a calendario académico                              | Requiere validación institucional                                              |
| Adulto mayor                 | Tarifa preferencial para personas mayores de 60 años                        | Mayor de 60 años; cédula                                           | Permanente                                                 | Beneficio condicionado al presupuesto local                                    |
| PMR                          | Descuentos o gratuidad                                                      | Certificación médica                                               | Permanente                                                 | Otorgada conforme a normativas locales sobre discapacidad o movilidad reducida |
| SISBEN                       | Tarifa social diferenciada                                                  | Clasificación válida en SISBEN IV                                  | Revisión semestral o anual, según actualización del Sisbén | Beneficio condicionado a cupo presupuestal                                     |
| No personalizada             | Uso inmediato sin registro                                                  | Adquisición inmediata sin registro                                 | Hasta agotar saldo                                         | No permite beneficios ni recuperación                                          |
| Institucional (ej. Sinergia) | Recarga grupal, control corporativo                                         | Vinculación institucional mediante convenio formalizado            | Según el acuerdo                                           | Aplicable a empresas, universidades y entes públicos                           |

### Datos almacenados y validación
La Tarjeta Cívica almacena de forma segura información asociada al perfil del usuario, el saldo disponible, los viajes realizados y, en el caso de tarjetas personalizadas, los derechos tarifarios aplicables. Al acercarse a un lector, la validación se realiza en menos de un segundo y se registra el acceso, aplicando automáticamente la tarifa correspondiente.
El usuario puede verificar en pantalla el tipo de viaje, el valor descontado y el saldo restante. En caso de errores o bloqueo, el sistema emite señales visuales y sonoras, y en algunos casos, permite realizar la validación nuevamente.

## Aplicación móvil App Cívica
La App Cívica es la aplicación móvil oficial de la Empresa de Transporte Masivo del Valle de Aburrá - Metro de Medellín Ltda. —ETMVA— para la gestión digital de la Tarjeta Cívica, el sistema de recaudo del Sistema Integrado de Transporte del Valle de Aburrá —SITVA—. Fue lanzada en marzo de 2021 como evolución de la plataforma Cívica Pay, mediante una alianza entre la ETMVA y el banco Davivienda.
Está disponible de forma gratuita en las tiendas Google Play (Android) y App Store (iOS), y su uso requiere conexión a internet y registro con una cuenta asociada a la Tarjeta Cívica.
La aplicación funciona como una billetera digital que amplía las funcionalidades del sistema para los usuarios registrados. Desde la App Cívica es posible realizar recargas virtuales mediante código QR, consultar saldos y movimientos en tiempo real, registrar tarjetas personalizadas, pagar facturas y vincular cuentas bancarias compatibles. También permite descargar reportes de uso y monitorear la actividad de la tarjeta sin necesidad de acudir a puntos físicos de atención. 
Diseñada como parte de la estrategia de digitalización del transporte público y las políticas de ciudad inteligente impulsadas por el Área Metropolitana del Valle de Aburrá y la Alcaldía de Medellín, la App Cívica facilita el acceso a los servicios del SITVA desde dispositivos móviles, promoviendo la autonomía del usuario y la eficiencia operativa del sistema.
Durante su primer año de funcionamiento, superó los 770 000 usuarios registrados, consolidándose como una herramienta clave para la gestión del transporte urbano digital del área metropolitana del Valle de Aburrá.

## Obtención y costo
La Tarjeta Cívica está disponible gratuitamente en su emisión inicial para residentes del Valle de Aburrá, presentando cédula de ciudadanía, tarjeta de identidad, cédula de extranjería o pasaporte en los puntos de atención al cliente (PAC) en las estaciones del metro de Medellín: Niquía, Acevedo, San Antonio, San Javier, Itagüí.
Si se requiere reemplazo por pérdida, deterioro o robo, el costo de reponer una Cívica personalizada es de aproximadamente $5 000 COP.
Para usuarios no frecuentes o turistas, la Cívica eventual tiene un costo de alrededor de $10 900 COP, y puede adquirirse en los mismos puntos de venta del sistema.
Las tarjetas requieren una carga inicial mínima para su activación, y pueden recargarse posteriormente en taquillas, máquinas automáticas, kioscos externos, la aplicación móvil Cívica pay o por plataformas bancarias compatibles.

## Tarifas
Las tarifas del sistema se establecen anualmente mediante resolución oficial emitida por el Área Metropolitana del Valle de Aburrá, en su calidad de autoridad de transporte. Estas tarifas son de obligatorio cumplimiento para todos los modos integrados en el SITVA y pueden ser modificadas de acuerdo con criterios técnicos, financieros y de política pública.
La Tarjeta Cívica permite acceder a diferentes tipos de tarifas según el perfil del usuario y el modo de transporte. Los usuarios que registran su tarjeta pueden acceder a tarifas preferenciales, que incluyen subsidios para estudiantes, adultos mayores, personas con discapacidad (PMR) y beneficiarios del SISBEN. Estas tarifas diferenciales son posibles gracias al sistema de personalización, el cual asocia el perfil socioeconómico del usuario a la tarjeta.
Las siguientes tarifas comenzaron a regir a partir del 1 de enero de 2025:
| Esquema de integración                             | Esquema de integración                                                           | Perfil tarifario   | Perfil tarifario   | Perfil tarifario   | Perfil tarifario   | Perfil tarifario     |
| -------------------------------------------------- | -------------------------------------------------------------------------------- | ------------------ | ------------------ | ------------------ | ------------------ | -------------------- |
| Esquema de integración                             | Esquema de integración                                                           | Frecuente          | Adulto mayor       | Estudiantil        | PMR                | Al portador Eventual |
| 1                                                  | Metro / Ruta alimentadora / Tranvía / Metroplús / Metrocable                     | $3 430             | $3 060             | $1 420             | $2 480             | $3 900               |
| 2                                                  | Tranvía / Metroplús + Metro / Metrocable                                         | $3 430             | $3 060             | $1 420             | $2 480             | $3 900               |
| 3                                                  | Ruta alimentadora + Tranvía / Metroplús                                          | $3 430             | $3 060             | $1 420             | $2 480             | $3 900               |
| 4                                                  | Tranvía + Metrocable / Metro                                                     | $3 430             | $3 060             | $1 420             | $2 480             | $3 900               |
| 5                                                  | Ruta alimentadora + Metro / Metrocable                                           | $4 110             | $3 740             | $2 100             | $3 160             | $4 580               |
| 6                                                  | Ruta alimentadora + Tranvía / Metroplús + Metro / Metrocable                     | $4 110             | $3 740             | $2 100             | $3 160             | $4 580               |
| 7                                                  | Ruta alimentadora + Ruta alimentadora                                            | $4 110             | $3 740             | $2 100             | $3 160             | $4 580               |
| 8                                                  | Ruta alimentadora + Tranvía / Metroplús + Ruta alimentadora                      | $4 790             | $4 420             | $2 780             | $3 840             | $5 260               |
| 9                                                  | Ruta alimentadora + Metro / Metrocable + Ruta alimentadora                       | $5 470             | $5 100             | $3 460             | $4 520             | $5 940               |
| 10                                                 | Ruta alimentadora + Tranvía / Metroplús + Metro / Metrocable + Ruta alimentadora | $5 470             | $5 100             | $3 460             | $4 520             | $5 940               |
| Perfiles tarifarios Línea L – Cable Turístico Arví | Perfiles tarifarios Línea L – Cable Turístico Arví                               | Costo por trayecto | Costo por trayecto | Costo por trayecto | Costo por trayecto | Costo por trayecto   |
| 1                                                  | Tarifa para estratos 1, 2 y 3                                                    | $3 500             | $3 500             | $3 500             | $3 500             | $3 500               |
| 2                                                  | Tarifa para nacionales con tarjeta Cívica personalizada                          | $10 950            | $10 950            | $10 950            | $10 950            | $10 950              |
| 3                                                  | Tarifa para extranjeros o usuarios sin tarjeta personalizada                     | $24 500            | $24 500            | $24 500            | $24 500            | $24 500              |

Estas tarifas del Cable Arví comenzaron a regir desde el 11 de abril de 2025.

## Historia
El desarrollo de la Tarjeta Cívica se enmarca en los procesos de modernización e integración del sistema de transporte público del Valle de Aburrá desde finales del siglo XX. Su creación respondió a la necesidad de contar con un medio de pago unificado, eficiente y compatible con los avances tecnológicos observados en otras ciudades del mundo. A lo largo del tiempo, la Cívica ha evolucionado desde un sistema básico de recaudo electrónico hasta convertirse en una plataforma digital de servicios integrados, clave en la gestión del Sistema Integrado de Transporte del Valle de Aburrá —SITVA— y en las estrategias de movilidad sostenible de la región metropolitana.

### Antecedentes
La Tarjeta Cívica surge en el contexto de la modernización del sistema de transporte público del Valle de Aburrá durante la década de 1990 y principios de la década de 2000. En este período, el Metro de Medellín consolidó su operación como eje vertebrador de movilidad, y se iniciaron los primeros estudios sobre integración tarifaria y tecnológica, necesarios para un medio de pago unificado y electrónico.
El proceso se articuló con los avances en tecnologías de recaudo electrónico observados en ciudades como Londres (Oyester), Hong Kong (Octopus) y São Paulo (Bilhete Único), lo que impulsó el desarrollo de un modelo propio adaptado al contexto colombiano y al SITVA.

### Lanzamiento e implementación
La Tarjeta Cívica fue lanzada oficialmente en 2006 como parte del proyecto de integración operativa del metro y los sistemas complementarios de transporte, dando inicio al desarrollo del SITVA. En sus primeras etapas, se promovió como una alternativa al tiquete físico, con validadores instalados en estaciones y puntos de personalización en las principales cuencas del sistema.
La implementación inicial fue financiada mediante una inversión conjunta entre la Empresa de Transporte Masivo del Valle de Aburrá Ltda. - Metro de Medellín Ltda. —ETMVA—, el área metropolitana del Valle de Aburrá y recursos del fondo de regalías del Sistema general de regalías de Colombia. Para desarrollar la tecnología de pago inteligente se contrataron empresas como Indra y Conduent Inc. (antes Xerox), encargadas de la infraestructura de validación y emisión de tarjetas RFID.
En 2013, con la extensión de las líneas de Metrocable de Medellín y la inauguración del Tranvía de Ayacucho, la tarjeta se convirtió en requisito obligatorio para varias rutas, incluyendo la línea L que presta servicio al parque ecoturístico Arví.
En 2018 se lanzó la aplicación móvil Cívica Pay, que permite consultar saldos, hacer recargas mediante código QR y vincular cuentas personales.
Para 2024 se estimaba que más de tres millones de usuarios activos se habían sumado al sistema, consolidando a la Cívica como el principal medio de acceso metropolitano.

### Etapas de expansión funcional
A partir de 2010, la Tarjeta Cívica se fue integrando progresivamente a todos los modos del Sistema Integrado de Transporte del Valle de Aburrá —SITVA—, permitiendo su uso en el metrocable, el tranvía de Ayacucho, los buses integrados y los alimentadores. Esta interoperabilidad requirió ajustes en la infraestructura de validación y en los sistemas de recaudo.
Desde 2018 se inició la emisión de una nueva generación de tarjetas con mayores estándares de seguridad y capacidad, en paralelo con el despliegue de lectores compatibles. Véase Tecnología y características técnicas para una descripción detallada de los cambios en chip, material y cifrado.
En 2019 se introdujo oficialmente la aplicación móvil App Cívica, que amplió las funcionalidades de autogestión para los usuarios. Véase sección Aplicación móvil App Cívica.

## Diseño
Desde su introducción oficial en 2006, la Tarjeta Cívica ha mantenido un diseño físico basado en policloruro de vinilo o PVC, similar al de una tarjeta bancaria o cédula inteligente. Todas las versiones utilizan el formato estandarizado ID-1 (85,60 × 53,98 mm), con esquinas redondeadas y un grosor aproximado de 0,76 mm. Este formato garantiza su compatibilidad con los validadores y lectores instalados en el sistema de recaudo del Sistema Integrado de Transporte del Valle de Aburrá —SITVA—.
El diseño gráfico de la Cívica ha evolucionado de forma gradual, aunque conserva elementos constantes como la tipografía institucional y el logotipo del Metro de Medellín Ltda. La paleta cromática, basada en gamas de verde, gris y blanco, refuerza la identidad institucional del sistema de transporte masivo del Valle de Aburrá y mantiene coherencia visual con la señalética de la Empresa de Transporte Masivo del Valle de Aburrá Ltda. - Metro de Medellín Ltda. —EMTVA— Esta caracterización cromática se confirma en medios de prensa que describen versiones oficiales de la Cívica, y la página oficial del Metro indica que el plástico está disponible en «verde, gris o blanco» según disponibilidad.

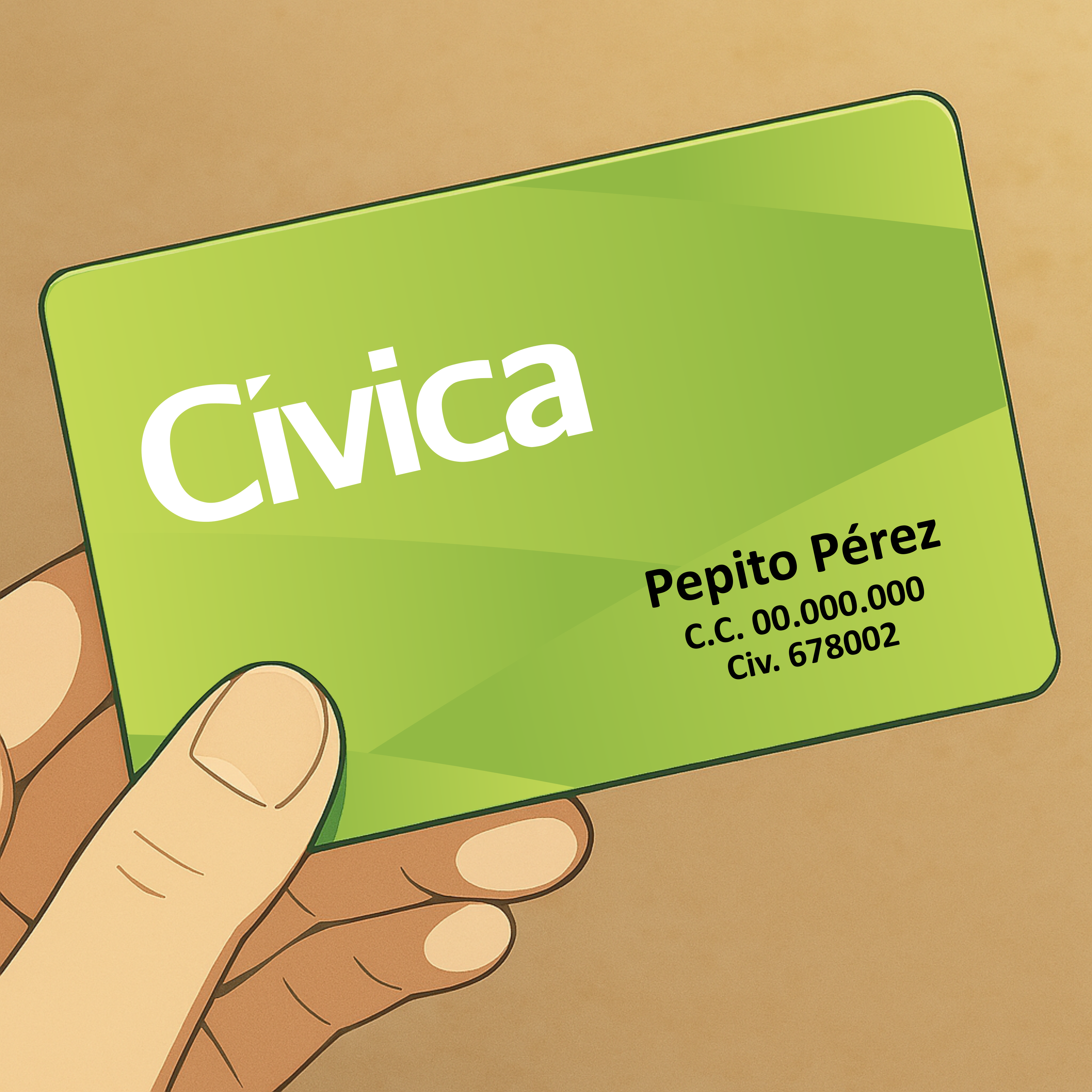
Diseño aproximado de la Cívica

En su versión actual, la tarjeta personalizada presenta un fondo verde en gradiente diagonal, con transiciones diagonales que aportan profundidad visual. En el centro resalta el logotipo de la Cívica: una mano estilizada de color blanco que sostiene una tarjeta, junto a la palabra «Cívica» en letras blancas, en tipografía institucional. En la esquina inferior derecha figuran el nombre del titular, el número de documento y un identificador interno impresos en tinta negra, organizados para conservar la legibilidad sin afectar el equilibrio del conjunto.
El reverso de las versiones más recientes incorpora un código QR monocromático, integrado discretamente al diseño general. En el caso de la Cívica eventual, el diseño mantiene el mismo formato y gama cromática, aunque sin personalización y con variantes gráficas mínimas. Desde 2022, algunas ediciones han incorporado íconos urbanos, líneas geométricas y códigos de color como elementos visuales complementarios, sin alterar la arquitectura general de la tarjeta. 

### Ediciones especiales
En algunas fechas conmemorativas o campañas institucionales, la ETMVA ha emitido ediciones especiales de la Tarjeta Cívica con diseños gráficos únicos. Estas versiones mantienen el formato físico ID-1 y son plenamente compatibles con el sistema de validación del SITVA.
Entre las ediciones más destacadas se encuentran las diseñadas para aniversarios del sistema, celebraciones ciudadanas, jornadas pedagógicas o eventos culturales relevantes. Cada tarjeta integra un motivo gráfico singular, como ilustraciones patrimoniales, símbolos de identidad regional o mensajes de educación ciudadana; que la convierten en pieza de colección sin perder su función de medio de acceso.
Estas ediciones especiales actúan como instrumento de identidad institucional, pedagógica o cultural, y han sido utilizadas también como estrategia de comunicación con los usuarios. A pesar de sus diferencias visuales, conservan la codificación interna, el sistema de autenticación por contacto o QR, y los niveles de seguridad exigidos por las normas técnicas del sistema.
En todos los casos, la edición gráfica de la Cívica se concibe no sólo como soporte funcional, sino también como un elemento simbólico de pertenencia ciudadana.

#### Edición conmemorativa: Concierto de Madonna
En noviembre de 2012, el Metro de Medellín Ltda. emitió una edición conmemorativa de la Tarjeta Cívica con motivo del concierto de Madonna en el estadio Atanasio Girardot, como parte de su gira MDNA Tour. Se produjeron 15 000 unidades de un diseño exclusivo, destinadas a agilizar el acceso al sistema durante los días del evento y promover la movilidad masiva de asistentes.
El diseño incluía una ilustración estilizada de la artista sobre fondo blanco, acompañada de los textos «Tarjeta conmemorativa», «Madonna – The MDNA Tour» y las fechas del evento: 28 y 29 de noviembre de 2012. En la parte inferior se destacaba el lugar del concierto en una franja de color vinotinto. El reverso conservaba el diseño institucional en tonos verdes característico de la Cívica personalizada. Esta edición fue desarrollada en alianza con la empresa promotora OCESA y distribuida en unidades limitadas, manteniendo la tecnología y funcionalidad habituales de la Cívica.
Operaba como una Cívica al portador, precargada con dos viajes al momento de su entrega y disponible por un valor de 3 200 COP; posteriormente, podía recargarse como una tarjeta convencional por 1 600 COP por viaje adicional. Estuvo a la venta en estaciones como Parque Berrío, San Antonio, Alpujarra, Estadio, Floresta, Poblado, Industriales y Caribe, así como en puntos externos de información durante los días del evento.
Además, personas con discapacidad auditiva de la Asociación Antioqueña de Personas Sordas (ASANSO) participaron en el proceso de aplicación de adhesivos, como parte de una estrategia de inclusión laboral promovida por la empresa.

#### Edición especial: Concierto de Beyoncé
El 22 de septiembre de 2013, con motivo del concierto de la artista estadounidense Beyoncé en Medellín, el Metro de Medellín Ltda. emitió una edición especial de la Tarjeta Cívica. Se distribuyeron aproximadamente 7 000 unidades en estaciones como El Poblado, Aguacatala y Exposiciones, con un costo de 3 200 pesos colombianos. Cada tarjeta incluía dos viajes precargados y se podía recargar posteriormente como una Cívica al portador. Esta edición buscó agilizar el acceso al sistema durante el evento y ofrecer un recuerdo funcional para los asistentes.
El diseño gráfico presentaba la imagen de Beyoncé sobre un fondo claro y elementos decorativos que destacaban su figura, fusionando su iconografía con la identidad visual institucional del sistema de transporte. La tarjeta fue concebida también como objeto de colección por parte de los asistentes al concierto.

#### Edición conmemorativa: Foro Urbano Mundial 2014
En abril de 2014, durante el Foro Urbano Mundial (WUF7), la ETMVA - Metro de Medellín Ltda. entregó 11 000 tarjetas Cívica conmemorativas, cada una precargada con 36 viajes válidos para el SITVA; como parte del esquema de movilidad gratuito y para uso exclusivo de los delegados internacionales asistentes y no fue ofrecida al público en general. Pese a esto, su circulación alcanzó notoriedad institucional como símbolo de la articulación entre el sistema de transporte y la agenda urbana global. La iniciativa fue promovida conjuntamente por el Metro de Medellín, ONU-Hábitat y el gobierno local, como parte de una estrategia para posicionar a Medellín como modelo de transformación urbana y fue distribuida en los módulos de acreditación del foro, realizado en el complejo Plaza Mayor de Medellín.
Esta versión mostraba una composición gráfica en tonos verdes, blancos y grises, acompañada del logotipo oficial del evento, y buscaba proyectar el sistema de transporte como ejemplo de movilidad sostenible ante la comunidad internacional.

#### Edición conmemorativa: Visita del papa Francisco
En septiembre de 2017, con ocasión de la visita apostólica del papa Francisco a Medellín, ETMVA lanzó una edición conmemorativa de la Tarjeta Cívica. Fue ofrecida como tarjeta al portador con funcionalidades completas. Según informó la empresa, se emitieron 10 000 unidades disponibles desde el 4 de septiembre en los puntos de recarga de estaciones seleccionadas, a cambio de una recarga mínima de 5 000 pesos colombianos. Esta edición buscaba facilitar la movilidad durante los eventos papales y servir como pieza recordatoria para los usuarios y fieles participantes.
El diseño gráfico presentó una imagen del pontífice impresa en el anverso sobre fondo claro, acompañada de la leyenda «Un encuentro de fe». El logotipo del metro apareció discretamente en la tarjeta junto a elementos básicos del diseño institucional, manteniendo equilibrio visual entre lo conmemorativo y lo institucional.

#### Edición conmemorativa: Concierto Karol G
En noviembre de 2023, como antesala a los conciertos de Karol G en Medellín 1 y 2 de diciembre, el Metro de Medellín Ltda. lanzó una edición limitada de 10 000 unidades de la Tarjeta Cívica conmemorativa inspirada en su tour «Mañana Será Bonito Fest». La tarjeta se vendió en las estaciones El Poblado, Estadio y Universidad a partir del 24 de noviembre, por un costo de 10 000 COP y sin saldo incluido. Se limitó a una unidad por persona. Las tarjetas se agotaron en menos de cuatro días.
Su diseño incorporó un fondo rosa pastel, bordes blancos, el nombre de la artista con la letra «o» sustituida por un corazón rojo, ilustraciones de Medellín, como: casas multicolores, góndolas del metrocable y paracaidistas; flores estilizadas y el arcoíris característico del tour. Cada tarjeta se entregó con un estuche protector de cartón con la leyenda «Edición limitada».

#### Edición de homenaje: Atlético Nacional
En mayo de 2024, la ETMVA lanzó una edición especial de la Tarjeta Cívica en homenaje a los 35 años de la primera Copa Libertadores de Atlético Nacional. La tarjeta se agotó en menos de cuatro horas, vendiéndose en estaciones como Acevedo, San Antonio, Envigado, San Javier y Estadio por un valor aproximado de 10 900 COP.
El diseño incluyó el escudo del club, acompañado del trofeo y la fecha histórica, sobre una paleta cromática en verdes vibrantes y amarillo dorado. El estilo gráfico combinaba líneas radiales y tipografía conmemorativa, evocando el diseño retro de finales de la década de 1980.

#### Edición conmemorativa: Concierto de Feid
En diciembre de 2024, con motivo del paso del «Ferxxocalipsis World Tour» por Medellín, el Metro de Medellín Ltda. lanzó una edición especial de la Tarjeta Cívica conmemorativa del artista Feid. Esta versión estuvo disponible desde el 4 de diciembre en estaciones como Niquía, Caribe, San Antonio, Poblado, Itagüí, Estadio y San Javier, con una edición limitada y un precio de 10 900 COP.
El diseño incorporó una paleta de verdes neón y negros; en el centro un alienígena con gafas oscuras: el «monstruo», símbolo recurrente del artista; la tipografía empleada combinó estilos futuristas con grafismo urbano, y se usó barniz sectorizado para resaltar los detalles; la palabra «Medallo»; elementos alusivos al estadio Atanasio Girardot, el logo del álbum «Ferxxocalipsis» y un estuche protector con la misma estética. Esta edición se convirtió rápidamente en un objeto de colección para los seguidores del cantante.

#### Edición especial: Tren de la cultura José María Córdova
El 27 de noviembre de 2024, en el acto de inauguración de la campaña cultural institucional Tren de la cultura José María Córdova, se puso en circulación una edición especial de la Tarjeta Cívica diseñada para rendir homenaje al prócer antioqueño. Según informó el Metro de Medellín Ltda., la tarjeta, de carácter coleccionable y sin funcionalidad de pago; tuvo un precio de 10 900 pesos colombianos y se vendió exclusivamente en las estaciones Parque Berrío y San Antonio. La distribución comenzó el 29 de noviembre de 2024 como parte de una estrategia pedagógica vinculada a actividades culturales en estaciones seleccionadas. Estas incluyeron recorridos educativos y talleres sobre la vida de Córdova. El objetivo fue promover la memoria histórica y conectar a nuevas generaciones con valores patrióticos como la libertad, el honor, el sacrificio y la lealtad, consagrados en el legado del general José María Córdova.
Desde la perspectiva del diseño gráfico, esta tarjeta integró una paleta visual que combinó fondo claro con líneas verdes diagonales asimétricas, manteniendo el formato físico y gráfico institucional; y una ilustración central que refuerza la figura del prócer antioqueño, fusionando identidad institucional con memoria histórica en un sistema de edición limitada.
Tabla de ediciones conmemorativas conocidas
| Edición                                  | Fecha                      | Tipo de tarjeta      | Número de unidades | Observaciones                                                               |
| ---------------------------------------- | -------------------------- | -------------------- | ------------------ | --------------------------------------------------------------------------- |
| Madonna – The MDNA Tour                  | 28–29 de noviembre de 2012 | Cívica al portador   | 15 000             | Ilustración estilizada de Madonna, precargada con dos viajes.               |
| Concierto de Beyoncé                     | 22 de septiembre de 2013   | Cívica al portador   | 7 000              | Dos viajes precargados, diseñada para agilizar acceso durante el concierto. |
| Foro Urbano Mundial – ONU Hábitat        | abril de 2014              | Cívica al portador   | 11 000             | Tarjeta con 36 viajes gratuitos para delegados del evento.                  |
| Visita del papa Francisco                | 4 de septiembre de 2017    | Cívica al portador   | 10 000             | Imagen del pontífice, funcional, disponible con recarga mínima.             |
| Karol G – Mañana Será Bonito Fest        | 24 de noviembre de 2023    | Cívica eventual      | 10 000             | Fondo rosa pastel, diseño gráfico del tour, estuche incluido.               |
| Atlético Nacional – 35 años Libertadores | 31 de mayo de 2024         | Cívica Plus          | No divulgado       | Diseño institucional, escudo del club, emblemas históricos.                 |
| Feid – Ferxxocalipsis                    | 4 de diciembre de 2024     | Cívica eventual      | No divulgado       | Diseño verde, personaje «monstruo», elementos de «Medallo».                 |
| Tren de la cultura José María Córdova    | 27 de noviembre de 2024    | Cívica coleccionable | No divulgado       | Imagen del prócer, fondo claro con líneas verdes, sin función de pago.      |

## Marco normativo
La implementación y evolución de la Cívica se ha sustentado en una base normativa amplia, compuesta por acuerdos metropolitanos, resoluciones administrativas y políticas públicas de movilidad, en el marco de los planes de desarrollo de Medellín y del Área Metropolitana del Valle de Aburrá.
Desde su creación, el sistema ha sido regulado por el área metropolitana como autoridad de transporte regional, en coordinación con la Empresa de Transporte Masivo del Valle de Aburrá - Metro de Medellín Ltda. —ETMVA—. La Cívica fue reconocida oficialmente como mecanismo de recaudo e identificación de usuarios a partir de 2006, en el contexto del proceso de integración tarifaria del Sistema Integrado de Transporte del Valle de Aburrá —SITVA—, formalizado mediante el Acuerdo Metropolitano 04 de 2005, que estableció el modelo tarifario integrado.
Un documento complementario clave es el Acuerdo Metropolitano 5 de 2006, que estableció las bases institucionales para el desarrollo del SITVA.

Posteriormente, normativas como la Resolución Metropolitana 3452 de 2010 y diversos convenios interinstitucionales han regulado los aspectos técnicos de interoperabilidad, emisión de tarjetas y validación electrónica, así como la obligatoriedad del uso de la Cívica en ciertos modos del sistema integrado.
Otros actos administrativos, como decretos municipales y resoluciones de la Junta metropolitana, también han normado aspectos específicos como tarifas diferenciales, operación de puntos de personalización y condiciones técnicas del sistema de validación.
A nivel local, la tarjeta ha sido respaldada en planes como el Plan de Desarrollo de Medellín 2016–2019 y el Plan de Movilidad Sostenible y Segura 2020–2030, los cuales priorizan el uso de tecnologías digitales para mejorar la eficiencia del sistema de transporte, promover la equidad tarifaria y fomentar el uso de modos sostenibles.
A nivel nacional, el sistema se alinea con el Documento CONPES 3758 de 2013, que define los lineamientos de política para los sistemas integrados de transporte público en Colombia, promoviendo tecnologías de recaudo electrónico, interoperabilidad tarifaria y fortalecimiento institucional.
El desarrollo normativo de la Cívica también se ha vinculado a políticas públicas sobre ciudad inteligente, digitalización de servicios ciudadanos y accesibilidad para poblaciones vulnerables, respaldadas por lineamientos municipales y ordenanzas departamentales.

### Proyecciones normativas y planes de interoperabilidad
La Tarjeta Cívica está incluida en las proyecciones de normalización tecnológica impulsadas por el gobierno nacional colombiano a través de la Política de Movilidad y Transporte Sostenible (2022–2030), que plantea avanzar hacia un sistema interoperable de recaudo a nivel nacional. La meta contempla la homologación de protocolos de validación y medios de pago entre ciudades con sistemas integrados, con el fin de facilitar la movilidad interregional y optimizar el uso de recursos públicos.
El área metropolitana del Valle de Aburrá ha manifestado su interés en vincular la Cívica a una futura plataforma nacional de recaudo interoperable, lo cual habilitaría su compatibilidad con otros sistemas regionales, como la tarjeta Tullave de Bogotá y la tarjeta MIO de Cali, ambos utilizados en sistemas integrados de transporte público.
Adicionalmente, en el ámbito metropolitano, se prevé la consolidación normativa de una tarifa digital integrada, que permitiría unificar el acceso a servicios de transporte, bicicletas públicas, estacionamientos y otros servicios urbanos mediante una plataforma única de validación asociada a la Cívica, conforme a lo planteado en el Plan Maestro de Movilidad Metropolitana 2022–2035.

### Normativa técnica y de seguridad
El sistema de recaudo del SITVA adopta normativas internacionales de identificación y seguridad electrónica, como ISO/IEC 14443, y protocolos criptográficos como la normativa de cifrado avanzado (AES por sus siglas en inglés) de 128 bits. Estos estándares son definidos y exigidos por el área metropolitana del Valle de Aburrá como autoridad de transporte regional y se aplican en todo el proceso de validación, emisión y gestión de tarjetas.
Para una descripción técnica detallada de estos estándares y su implementación en la arquitectura del sistema, véase sección «Tecnología y características técnicas».

## Tecnología y características técnicas
La Tarjeta Cívica emplea tecnología de identificación por radiofrecuencia (RFID por sus siglas en inglés) sin contacto, conforme con el estándar internacional ISO/IEC 14443. Su implementación se basa en la plataforma MIFARE DESFire, que permite operaciones seguras mediante autenticación mutua, encriptación de datos y almacenamiento jerárquico de aplicaciones. Esta arquitectura, gestionada por el sistema central del Sistema Integrado de Transporte del Valle de Aburrá —SITVA— y el Área Metropolitana del Valle de Aburrá, garantiza un procesamiento ágil, interoperabilidad entre medios y robustez frente a intentos de clonación o fraude.

### Sistema RFID
El sistema de validación de la Tarjeta Cívica está basado en tecnología de identificación por radiofrecuencia (RFID por sisglas en inglés) de alta frecuencia (HF por sus siglas en inglés), operando a 13,56 MHz conforme al estándar internacional ISO/IEC 14443 tipo A. Este protocolo define tanto la interfaz física como los comandos de comunicación entre el lector y la tarjeta sin contacto.
Cada tarjeta contiene un circuito integrado MIFARE DESFire EV1 o EV2, con una antena de acoplamiento inductivo en alta frecuencia enrollada en espiral embebida en el cuerpo plástico. Al acercarse a un lector, el campo electromagnético generado por este activa el chip de la tarjeta, lo que permite la transferencia bidireccional de datos mediante modulación por desplazamiento de amplitud (Amplitude Shift Keying, ASK por sus siglas en inglés) y codificación ISO (Miller para lector → tarjeta y Manchester para tarjeta → lector).
El sistema utiliza una arquitectura distribuida con validadores inteligentes ubicados en estaciones, torniquetes, buses y puntos de recarga. Estos validadores poseen memoria local y capacidad de procesamiento para validar tarjetas en tiempo real incluso cuando están desconectados temporalmente del servidor central. Esta característica de operación de «primero las sin conexión» (offline‑first) garantiza la continuidad del servicio ante fallos de red.
El intercambio de información entre validador y tarjeta ocurre en menos de 100 ms e incluye autenticación, lectura de saldo, registro de transacción, y actualización de bloques de memoria. La sincronización posterior con la base de datos central se realiza periódicamente, mediante canales seguros, para consolidar estadísticas, auditoría y trazabilidad de uso.

### Seguridad y cifrado
La plataforma tecnológica utilizada por la Tarjeta Cívica incorpora múltiples mecanismos de protección basados en criptografía simétrica y control de acceso, con el fin de prevenir fraudes, clonación y manipulación no autorizada de datos. El circuito integrado MIFARE DESFire EV1/EV2 implementa autenticación mutua entre tarjeta y lector, en la que ambos deben demostrar conocimiento de claves secretas compartidas antes de permitir cualquier operación de lectura o escritura.
La comunicación entre lector y tarjeta se cifra utilizando algoritmos normativos de la industria, como Triple DES (3DES) o AES-128 (Advanced encryption standard [estándar de cifrado avanzado] con clave de 128 bits), según la configuración del sistema y la versión del chip. Estos algoritmos permitir proteger tanto los datos en tránsito como los almacenados en el circuito integrado, incluyendo el saldo, los perfiles tarifarios y el historial de uso.
El diseño de seguridad sigue una arquitectura de archivos jerárquica con control de acceso granular. Cada archivo lógico dentro del chip puede tener su propia política de acceso definida mediante claves específicas. Por ejemplo, se pueden establecer archivos de sólo lectura, escritura protegida, acceso condicional o actualización limitada a entornos certificados.
Cada Tarjeta Cívica personalizada es inicializada en un entorno controlado por el operador autorizado del SITVA, donde se genera una clave maestra única asociada a la tarjeta. Esta clave nunca se transmite en texto plano y sólo puede ser reemplazada bajo procedimientos de revocación o actualización previamente definidos.
Adicionalmente, los validadores y servidores centrales están configurados con protocolos seguros para el intercambio de claves, como módulo de acceso seguro (SAM por sus siglas en inglés), lo cual refuerza la protección contra ataques de intermediario (man-in-the-middle) o duplicación por escucha pasiva o identificación de radio frecuencia. Estas medidas se alinean con las recomendaciones del fabricante NXP Semiconductors y con normas internacionales de seguridad para medios de pago sin contacto.

### Desempeño y compatibilidad
El sistema de validación de la Tarjeta Cívica está optimizado para operar en entornos de alto flujo de usuarios, como estaciones del metro de Medellín y buses integrados. El tiempo promedio de respuesta en los validadores es inferior a 500 milisegundos, incluyendo autenticación, consulta de saldo, aplicación de tarifa y registro de la transacción. En condiciones óptimas, la validación puede completarse en menos de 300 milisegundos.
Las tarjetas físicas están diseñadas para soportar entre 100 000 y 500 000 transacciones a lo largo de su vida útil, dependiendo del tipo de chip, la configuración de escritura y las condiciones de operación: exposición térmica, flexión o desgaste. El material de soporte, habitualmente PET-G o policloruro de vinilo (PVC) reforzado, ofrece resistencia a la delaminación y al desgaste por fricción frecuente.
El sistema es compatible con múltiples perfiles tarifarios y reglas de integración modal, permitiendo aplicar descuentos dinámicos según frecuencia de uso, transbordos o condiciones socioeconómicas del usuario. La lógica tarifaria puede procesarse directamente en el validador local o delegarse al lado del servidor (backend) según la configuración.
Desde 2020, el sistema admite medios de validación alternativos además de la tarjeta física. Entre ellos se incluye la validación mediante códigos de respuesta rápida (código QR) dinámicos generados por la App Cívica, escaneados en lectores ópticos instalados en torniquetes y validadores móviles. Estos códigos son de un solo uso, con vencimiento de segundos, y se generan mediante claves temporales cifradas, lo que previene reutilización o captura visual maliciosa.
Los códigos QR generados por la App Cívica corresponden a identificadores dinámicos de sesión, cifrados mediante algoritmos simétricos con claves rotativas gestionadas del lado del servidor (backend) del sistema. Estos códigos utilizan el estándar ISO/IEC 18004 para codificación de datos en formato binario optimizado para lectura rápida, y se validan a través de un servidor intermedio que verifica la autenticidad y vigencia de la ficha informática, evitando reutilizaciones o suplantaciones.
En cuanto a la validación vía comunicación de campo cercano (NFC por sus siglas en inglés), los dispositivos móviles compatibles emulan una tarjeta MIFARE DESFire mediante tecnología de emulación de tarjeta huésped (HCE por sus siglas en inglés), transmitiendo los datos cifrados a los validadores mediante una interfaz ISO/IEC 14443 tipo A. En este modelo, la lógica de autorización puede residir parcialmente en el servidor —mediante validación en línea del perfil y saldo— o ser anticipada localmente si se descarga un símbolo de acceso o permiso digital (token) seguro con validez temporal. Esta implementación se encuentra actualmente en fase piloto y está sujeta a interoperabilidad con billeteras digitales o entidades bancarias participantes.
La interoperabilidad del sistema se garantiza mediante la adopción de patrones abiertos (como ISO/IEC 14443 y AES) y una arquitectura modular que permite actualizar validadores, firmware (programa embebido que gestiona funciones básicas del hardware) y reglas tarifarias sin necesidad de reemplazar completamente la infraestructura.

### Evolución tecnológica
El sistema de recaudo de la Tarjeta Cívica ha atravesado diversas fases de evolución tecnológica desde sus primeras pruebas piloto en 2004 hasta las implementaciones más recientes. Cada fase ha incorporado mejoras en seguridad, capacidad de procesamiento, compatibilidad y flexibilidad operativa, alineándose con normas internacionales para sistemas de pago y movilidad urbana.
Inicialmente, la plataforma se basó en tarjetas MIFARE Classic 1K, con validadores fijos conectados por red local al servidor central. Estos dispositivos operaban con claves estáticas de autenticación y un modelo de control centralizado, con poca capacidad de adaptación a situaciones de desconexión (offline) o reglas tarifarias complejas.
En 2011 se realizó la migración a la norma MIFARE DESFire EV1, que introdujo autenticación mutua, encriptación AES-128 y control de acceso por aplicación. Este cambio exigió una actualización masiva del parque de validadores, estaciones de personalización, y del agente intermediario (middleware) encargado de procesar transacciones. También se integraron módulos de acceso seguros (secure access module SAM) en los lectores para proteger las claves criptográficas.
A partir de 2015 se desarrolló una arquitectura distribuida tolerante a desconexiones, con validadores capaces de operar en modo desconectado (offline) durante horas o días. Estos equipos sincronizan transacciones acumuladas una vez restablecida la conexión, usando protocolos seguros como seguridad de la capa de transporte (TLS por sus siglas en inglés) y estructuras de datos firmadas digitalmente para garantizar integridad y trazabilidad.
En 2018 se introdujo la aplicación móvil Cívica Pay, y en 2019 se incorporaron validadores multiformato con soporte para códigos QR, tarjetas bancarias sin contacto (EMV por sus siglas en inglés) y dispositivos móviles con comunicación de campo cercano (NFC por sus siglas en inglés). Estos validadores operan bajo normas EMVCo e ISO/IEC 18092, y permiten la coexistencia de múltiples medios de validación en un solo dispositivo.
Desde 2022, el SITVA ha implementado pruebas piloto con tarjetas virtuales alojadas en aplicaciones bancarias y billeteras digitales, bajo esquemas de tokenización de tarjetas físicas. Este enfoque permite reducir el costo de emisión, mejorar la trazabilidad y facilitar la interoperabilidad con sistemas de otros territorios.
Todos los avances han sido aplicados de manera gradual, preservando la compatibilidad con versiones anteriores de tarjetas y validadores. Esto permite que el sistema evolucione sin interrupciones del servicio, minimizando los impactos para los usuarios y evitando la obsolescencia prematura de los componentes tecnológicos existentes.

### Versiones de la Tarjeta Cívica
Desde su implementación oficial en 2006, el sistema Cívica ha empleado distintas generaciones de tarjetas inteligentes, diferenciadas por su tecnología de identificación por radiofrecuencia (RFID por sus siglas en inglés), nivel de seguridad, capacidad de almacenamiento, material físico y proveedor de fabricación. Estas versiones han sido introducidas progresivamente, con el objetivo de mejorar la protección criptográfica, extender la vida útil del soporte físico y facilitar la interoperabilidad con tecnologías emergentes.
Las dos versiones principales son:
- Cívica clásica: emitida entre 2005 y 2017, basada en tecnología MIFARE Classic 1K, con capacidad de 1 kB de memoria EEPROM y autenticación mediante claves estáticas de 48 bits. Su diseño no incorporaba cifrado de datos ni verificación de integridad, lo que la hacía susceptible a ataques por emulación y lectura no autorizada. Aunque fue ampliamente utilizada durante la fase de adopción inicial del sistema, su uso ha sido progresivamente descontinuado.[97]

- Cívica Plus: lanzada a partir de 2018, utiliza el circuito integrado MIFARE DESFire EV1 y versiones posteriores como EV2 en pruebas piloto; con capacidades que van desde 4 kB hasta 8 kB, cifrado AES-128, autenticación mutua y arquitectura de múltiples aplicaciones. Esta tarjeta permite almacenar diversos tipos de archivos lógicos (normativo, de respaldo, valor, registro cíclico) con control de acceso independiente, lo que facilita la implementación de funciones avanzadas como perfiles dinámicos, carga anticipada, multibilletera y validación externa.[98]

La siguiente tabla resume las principales diferencias técnicas entre ambas versiones:
| Versión        | Tecnología             | Año de emisión | Proveedor         | Memoria EEPROM | Cifrado | Observaciones                                                                |
| -------------- | ---------------------- | -------------- | ----------------- | -------------- | ------- | ---------------------------------------------------------------------------- |
| Cívica clásica | MIFARE Classic 1K      | 2005–2017      | ASSA ABLOY        | 1 kB           | Ninguno | Obsoleta; sin soporte para cifrado ni aplicaciones múltiples.                |
| Cívica Plus    | MIFARE DESFire EV1/EV2 | Desde 2018     | M4Card (chip NXP) | 4–8 kB         | AES-128 | Soporta múltiples aplicaciones, cifrado fuerte y control de acceso granular. |

Adicionalmente, se han distribuido tarjetas institucionales con carátulas personalizadas o codificación especial según el convenio firmado con universidades, empresas o entes públicos. Estas versiones usan el mismo chip base que la Cívica Plus, pero están vinculadas a cuentas o grupos con reglas tarifarias diferenciadas y, en algunos casos, con restricciones operativas específicas como, por ejemplo: límites horarios o usos válidos solo en ciertas rutas.

## Producción y distribución
Las primeras versiones de la Tarjeta Cívica fueron fabricadas por la empresa Assa Abloy, con chips MIFARE Classic 1K. A partir de 2018, el proveedor principal pasó a ser M4Card, fabricante húngaro especializado en tecnologías sin contacto, que integra chips NXP DESFire EV1 en los soportes físicos utilizados por el sistema. Esta transición respondió a la necesidad de mejorar los niveles de seguridad, capacidad de almacenamiento y compatibilidad con estándares de interoperabilidad.
Los contratos de suministro de tarjetas han variado a lo largo del tiempo, permitiendo que diferentes fases del proceso —como la producción del circuito integrado, el ensamblaje del soporte plástico y la codificación inicial— se realicen en distintas ubicaciones, tanto en Europa como en Colombia. Aunque no se han detallado públicamente todos los sitios de fabricación, se ha reportado que los plásticos empleados para la elaboración de las tarjetas se importan principalmente desde Estados Unidos y China.
En 2015, la empresa española Palma Tools fue contratada por el Metro de Medellín Ltda. para asistir técnicamente en la migración hacia tarjetas más seguras, aportando conocimientos en validación electrónica, dispensadores automáticos y procesos de codificación RFID.
Las tarjetas personalizadas se entregan con datos del usuario registrados en los puntos de atención al cliente (PAC), donde se realiza la codificación correspondiente al perfil activo. Las tarjetas no personalizadas se distribuyen en blanco y listas para usar a través de los mismos canales oficiales, incluyendo máquinas de autoservicio y los PAC.

## Recepción pública
La implementación y evolución de la Tarjeta Cívica ha sido objeto de diversas valoraciones provenientes tanto de organismos oficiales como de los usuarios del sistema. Mientras las evaluaciones institucionales y los estudios académicos han destacado su función en la modernización del sistema de recaudo y la racionalización tarifaria del transporte público en el Valle de Aburrá, las opiniones de los usuarios han oscilado entre la satisfacción general con sus funcionalidades y las críticas por fallas operativas, demoras en la atención o dificultades de acceso en ciertos contextos. Esta sección recoge de forma estructurada las principales percepciones, controversias y análisis documentados.

### Satisfacción del usuario
Según datos publicados en la Memoria de sostenibilidad del metro de Medellín, la satisfacción general de los usuarios con el sistema de recaudo y la Tarjeta Cívica se ha mantenido en niveles superiores al 85 %, especialmente en aspectos como agilidad del proceso, facilidad de recarga y percepción de seguridad digital.
Encuestas aplicadas por el Área Metropolitana del Valle de Aburrá también indican una percepción positiva en cuanto a la cobertura de puntos de recarga, pues en 2018 existían más de 1 200 puntos externos, cifra que superó las 820 000 transacciones mensuales; aunque señalan desafíos persistentes como la conectividad digital en barrios periféricos y la necesidad de fortalecer la educación sobre el uso de la aplicación móvil en poblaciones mayores.

### Grupos vulnerables y brechas digitales
La experiencia de grupos vulnerables ha recibido atención del Metro de Medellín Ltda. y de medios locales. En 2022 se reportaron dificultades entre personas mayores al activar beneficios digitales o actualizar datos en la Cívica personalizada, lo cual llevó al desarrollo de campañas de alfabetización digital y atención personalizada en taquillas. Desde 2016, Metro de Medellín Ltda. ha implementado salas de alfabetización digital en estaciones como Trece de Noviembrey Vallejuelos, donde entre 2016 y 2018 fueron certificados más de 1 300 usuarios, 91,5 % provenientes de estratos 1 y 2; y en 2021 cerca de 9674 personas participaron en este tipo de formación.
Se han documentado iniciativas adicionales como las desarrolladas por la Alcaldía de Medellín en conjunto con entidades como la Secretaría de Inclusión Social y centros comunitarios, que capacitaron a 150 adultos mayores durante 2023 en manejo básico de teléfono y computador, y certificaron a más de 100 en competencias digitales a nivel nacional.
No obstante, persisten desafíos estructurales que limitan el acceso equitativo a herramientas como Cívica Pay entre personas mayores. Según el Departamento Administrativo Nacional de Estadística —DANE—, en 2021 solo el 36,4 % de los adultos mayores de 65 años en Colombia contaban con acceso a Internet y apenas el 18,1 % lo utilizaban de manera regular. En el caso de Medellín, estudios académicos advierten sobre las barreras tecnológicas que enfrenta esta población, especialmente en materia de alfabetización digital y acompañamiento institucional. Como parte de la respuesta institucional, más de 35 000 adultos y adultos mayores participaron entre 2024 y 2025 en procesos de formación digital ofrecidos por la red de bibliotecas públicas de la ciudad.

### Evaluación institucional y académica
Desde el plano institucional, la Empresa de Transporte Masivo del Valle de Aburrá Ltda. - Metro de Medellín Ltda. —ETMVA— ha comunicado que la Cívica ha incrementado la percepción de seguridad y eficiencia en el sistema. La facilidad en el proceso de pago y la reducción de filas son aspectos destacados por la entidad.
En el ámbito académico, una investigación incluida en la Encuesta de Percepción Ciudadana de Medellín 2018 concluyó que la presencia de sistemas modernos de pago, como la Tarjeta Cívica, contribuyó significativamente a mejorar la satisfacción general entre los usuarios del transporte masivo.

### Críticas
Usuarios y medios reportaron experiencias adversas vinculadas al uso de la Cívica. En 2011, se registraron largas filas y confusión en varios puntos de expedición, debido a atención insuficiente y poco personal disponible para trámites de personalización.
En octubre de 2022, la escasez global de chips y plástico afectó la producción de tarjetas Cívica, provocando el cierre de cinco puntos de atención al cliente y retrasando la expedición de cerca de 4 000 unidades diarias, lo que generó quejas por demoras y falta de disponibilidad inmediata.
En enero de 2023, se registraron denuncias sobre máquinas de recarga automática que retenían dinero sin acreditar saldo ni devolver el valor al usuario. Se reportaron demoras de hasta nueve días para responder por reclamos y permitir viajar con el nuevo saldo.